# Кирехоть

Кирехоть — река в России, протекает в Ярославской области. Исток реки в меоративных каналах болота Малое около деревни Алексеевское. Течёт в болотистом лесу на северо запад, минуя урочища Большие Новилки и Теплиново. Устье реки находится в 126 км по правому берегу реки Ухра, это первый существенный питок Ухры. Длина реки составляет 13 км. 

## Данные водного реестра
По данным государственного водного реестра России относится к Верхневолжскому бассейновому округу, водохозяйственный участок реки — Рыбинское водохранилище до Рыбинского гидроузла и впадающие в него реки, без рек Молога, Суда и Шексна от истока до Шекснинского гидроузла, речной подбассейн реки — Реки бассейна Рыбинского водохранилища. Речной бассейн реки — (Верхняя) Волга до Куйбышевского водохранилища (без бассейна Оки).
По данным геоинформационной системы водохозяйственного районирования территории РФ, подготовленной Федеральным агентством водных ресурсов:
- Код водного объекта в государственном водном реестре — 08010200412110000010102
- Код по гидрологической изученности (ГИ) — 110001010
- Код бассейна — 08.01.02.004
- Номер тома по ГИ — 10
- Выпуск по ГИ — 0